# Luís Gomes da Mata

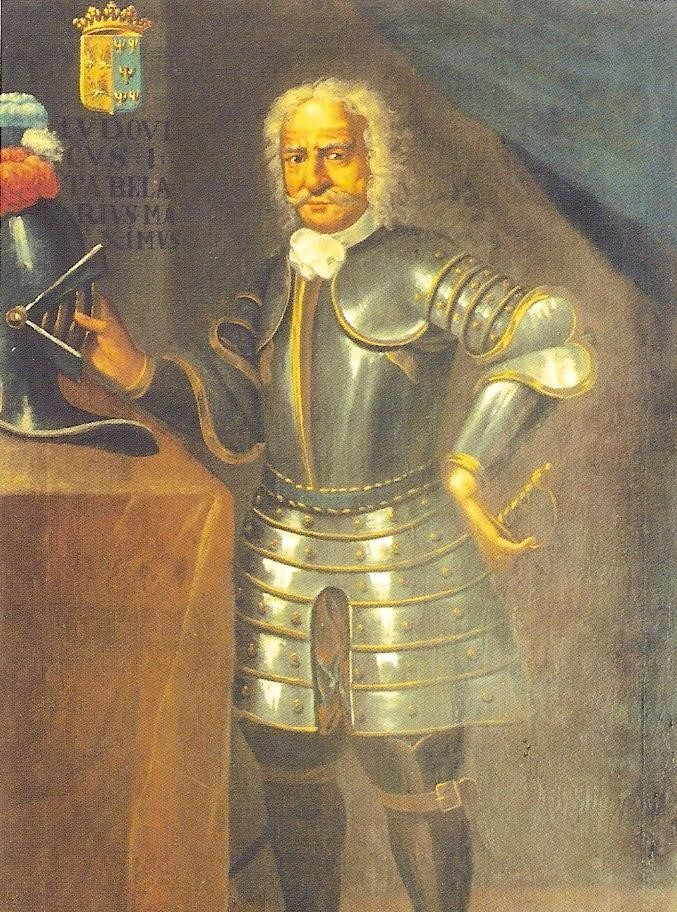
Luís Gomes da Mata Coronel, 5.º Correio-Mor do Reino e 1º Correio-Mor das Cartas do Mar.

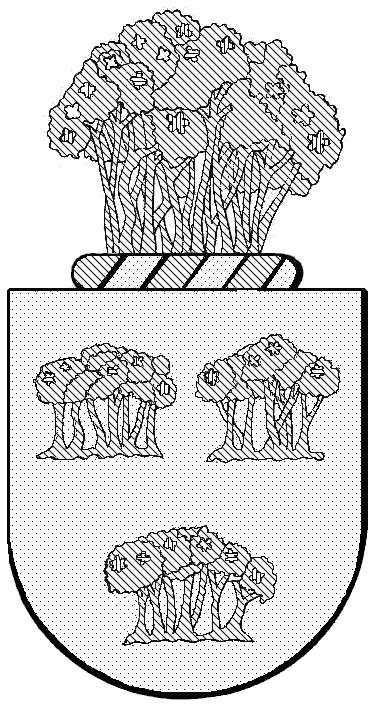
Armas de Luís Gomes da Mata.

Luís Gomes da Mata ou  Luís Gomes da Mata Coronel (Elvas, em data anterior a 1558 — Lisboa, 2 de dezembro de 1607)  é o patriarca da família Mata originária de Loures. Alguns genealogistas preferem grafar seu nome com Matta (grafia arcaica) para distinguir dos Matas originários da vila da Sertã, descendentes de Gonçalo Anes da Mata.

## Biografia
Teve grossíssimos cabedais e viveu com grande fausto e, desejando ter sobrenome novo e solar conhecido, pediu ao rei Felipe II que lhe desse para esse intento a Quinta da Mata das Flores, a qual havia comprado às feiras de Odivelas, situada em Loures, no termo de Lisboa, junto da igreja paroquial, modernamente denominada Palácio do Correio-Mor. O soberano nobilitou-o, assim como sua descendência, passando-lhe carta em 18 de fevereiro de 1606.
Pelos grandes serviços prestados à Coroa e em consideração de um donativo de 70.000 cruzados obteve também o ofício de Correio-mor de Portugal e de todos os seus domínios, que vai permanecer na família até janeiro 1797, quando a rainha Maria I extingue este monopólio postal com o objetivo de dar aos correios uma feição pública. É nessa altura que a família Mata foi recompensada a outros níveis, tornando-se condes de Penafiel.

## Dados genealógicos
Antes de se tornar fidalgo chamava-se Luís Gomes de Elvas Coronel e era descendente direto do cristão-novo Abraham Senior, banqueiro oriundo de Castela, que fora batizado com o nome de Fernão Peres Coronel e apadrinhado pelos Reis Católicos. Um neto dele, que em 1563, estabeleceu-se em Elvas, desenvolveu negócios e acrescentou o sobrenome de Elvas à família Coronel.
Segundo a Grande Enciclopédia Portuguesa e Brasileira, Luís Gomes da Mata era filho de Antônio Gomes de Elvas Coronel e de Beatriz Mendes de Azevedo.
Foi sepultado na capela de Nossa Senhora da Pérsia, na igreja de Nossa Senhora da Graça, que comprou para seu jazigo e para onde mandou trasladar os ossos de seus pais.
Casou primeira vez com Branca Antônia Fernandes de Elvas, sua parenta.
Deste matrimônio nasceram;
- Pero Antônio da Mata,
- Antônio Gomes da Mata Coronel,
- João Gomes da Mata Coronel,
- Isabel da Mata, Brites da Mata
- Mor Fernandes.

Na segunda vez, casou-se com Isabel Vaz Coronel, também aparentado.
Desta outra união nasceram:
- Duarte Reimão Coronel
- Francisca, freira em Odivelas.